# Den Tyske kirke, Stockholm
Der findes flere tyske kirker i Sverige. Se Tyske kirker. 
Den Tyske kirke, eller sankt Gertruds kirke, som den også kaldes, er en kirke i Gamla stan i Stockholm. Den ligger på Svartmangatan 16A i kvarteret Juno. Kvarteret indrammes af Prästgatan, Svartmangatan, Tyska stallplan og Tyska brinken. Kirken hører til den Tyske St. Gertruds forsamling, grundlagt i 1571, og er en af blot fem ikke-territorielle forsamlinger inden for den Svenske folkekirke. Gamla stans højeste punkt er vejrhanen på den Tyske kirkes tårn, 96 meter over havet.
Forsamlingen følger den Svenske kirkes normale gudstjenesteorden, men de fleste gudstjenester afholdes på tysk. Den Tyske kirke er helliget til Gertrud af Nivelles, de rejsende og søfarendes skytsengel. Helgenkulten bredte sig i midten af 1300-tallet til Norden, blandt andet i form af Gertrud-gilder (forsamlinger) i byer med tysk mindretal. Sankt Gertrud skal have reddet nogle søfarende som kaldte på hende da de var i nød, ifølge Sankt Gertruds helgenlegende. I middelalderen blev hun således de rejsende skytsengel. Før en rejse drak man for eksempel til Sankt Gertruds minde. Allerede under middelalderen havde Sankt Gertrud forsamlingen et forsamlingshus her. Kælderen og et stykke af muren er bevaret fra dette hus. Efter reformationen opløstes alle katolske gilder.   
I middelalderen var Sankt Gertruds Gildestue forsamlingspunkt for byens tyske borgere. I 1570-erne blev stuen erstattet med Den Tyske Kirke. Derfor bærer Den Tyske Kirke stadig helgenens navn. Gildet dannedes i 1300-tallet af tyske købmænd. Stockholms tyske forsamling blev i 1571 tildelt en række nye privilegier af Johan III. Derved fik man i år 1607 atter en gildestue. I slutningen af 1500-tallet byggedes kirken om til et enskibet hvælvet kapel. Senere udvidedes den til en forsamlingskirke, tegnet af nederlændingen Willem Boy, Johan III’s hofarkitekt. På nordvæggen er de rundbuede vinduer bevaret fra denne tid. Man byggede også et tårn i årerne 1613-1618. Omkring 30 år senere fik arkitekten Hans Jacob Kristler fra Strasbourg i opgave at bygge  kapellet om til en halvkirke i perpendikulærstil, en sengotisk arkitekturstil. Byggeprojektet fuldendtes ved at den sydlige portal blev udstyret med skulpturer fra 1640-erne af stenhuggeren Joest Hende fra Westfalen. Denne portal minder mere om Gamla Stans borgerarkitektur.
Ved en voldsom brand i 1878 brændte kirketårnet ned og en restaurering af taget og eksteriøret blev nødvendig. Da byggedes også det nye tårn. Kirkens nye kirketårn blev tegnet af en arkitekt fra Berlin, Julius Raschdorff. Han tegnede også den øvrige restaurering af kirkerummets indre. Selvom mange af detaljerne i kirkeindretningen er fra 1600-tallet, bærer rummet et tydeligt præg af 1800-tallets historicisme. År 1886 fik kirken sit nuværende tårn, som er 96 meter højt, og i dag er højeste punkt i Gamla Stan. Sankt Gertruds kirke er en af 43 kirker i Stockholm, som er særligt beskyttet af kulturmiljøloven.